# René Brodmann
René Brodmann (25 de outubro de 1933 - 2000) foi um ex-futebolista suíço que atuava como defensor.

## Carreira
René Brodmann fez parte do elenco da Seleção Suíça na Copa do Mundo de 1966.